# Ulica Polskiej Organizacji Wojskowej w Łodzi
Ulica Polskiej Organizacji Wojskowej – ulica w Łodzi o długości 620 metrów, położona na terenie dzielnicy Śródmieście.
Zaczyna się na skrzyżowaniu z ulicą Rewolucji 1905 roku, kończy natomiast na terenie dworca Łódź Fabryczna, a dokładnie na alei Rodziny Poznańskich (pl. Sałacińskiego), przy zachodnim wejściu na dworzec Łódź Fabryczna oraz węźle przesiadkowym komunikacji miejskiej. Jej odcinek od ulicy Stefana Jaracza do ulicy Narutowicza jest jednokierunkowy, a ruch odbywa się z północy na południe, w kierunku Dworca Fabrycznego. Odcinki Rewolucji 1905 r. – Jaracza i Narutowicza – Rodziny Poznańskich są dwukierunkowe.
Ogólnie ulica Polskiej Organizacji Wojskowej jest niewielką ulicą w centrum miasta, pełniąca funkcję drogi dojazdowej do Nowego Centrum Łodzi i dworca Łódź Fabryczna. W ramach modernizacji Dworca Fabrycznego na odcinku Narutowicza – Rodziny Poznańskich wybudowano torowisko tramwajowe (linie przejeżdżające przez punkt przesiadkowy przy dworcu, tj. 9, 12, 13).

## Nazwa

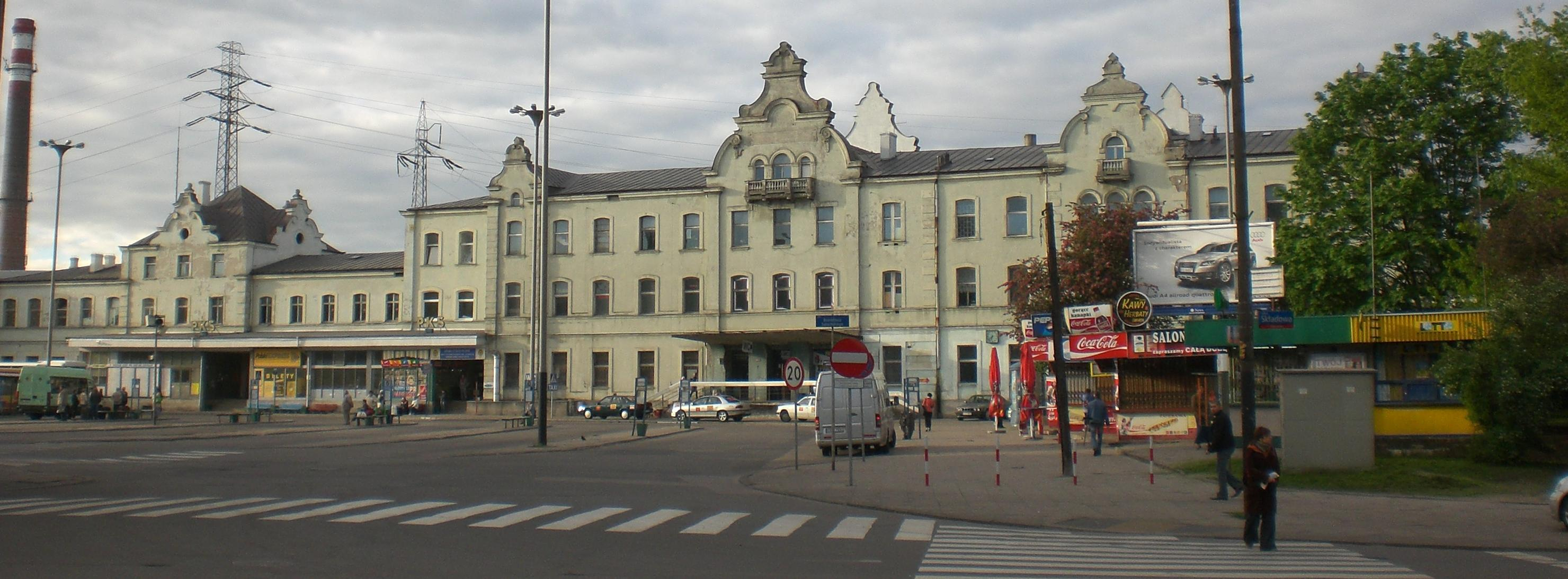
Ulica Polskiej Organizacji Wojskowej przed przebudową – widok na dworzec autobusowy Centralny i plac Sałacińskiego ze skrzyżowania z ulicą Składową

Początkowo ulica nosiła nazwę Skwerowa. W okresie międzywojennym, w latach 30. XX w. nazwę ulicy przemianowano na Polskiej Organizacji Wojskowej. Nazwa ta upamiętnia tajną organizację wojskową założoną przez Józefa Piłsudskiego w sierpniu 1914 roku w celu walki z rosyjskimi żołnierzami. Powstała ona z połączenia Polskich Drużyn Strzeleckich i Związku Walki Czynnej, organizacji działających w konspiracyjnym Królestwie Polskim. Podczas okupacji niemieckiej otrzymała nazwę Kärtatschenstraβe. Za czasów istnienia Polskiej Rzeczypospolitej Ludowej ulicę nazwano ulicą Armii Ludowej. W 1990 roku przywrócono jej nazwę Polskiej Organizacji Wojskowej.

## Ważniejsze obiekty
Przy ulicy Polskiej Organizacji Wojskowej mieści się jeden z budynków największego wydziału Uniwersytetu Łódzkiego – Wydziału Ekonomiczno-Socjologicznego.